# Copeoglossum margaritae
Copeoglossum margaritae (маргаритський сцинк) — вид сцинкоподібних ящірок родини сцинкових (Scincidae). Ендемік Венесуели.

## Поширення і екологія
Маргаритські сцинки відомі за трьома зразками, зібраними на острові Маргарита у Венесуелі, на висоті від 200 до 700 м над рівнем моря. Вони живуть в карликових хмарних лісах.